# فرودگاه شهرستان هارفورد
فرودگاه شهرستان هارفورد (به انگلیسی: Harford County Airport) یک فرودگاه همگانی است که یک باند فرود آسفالت دارد و طول باند آن ۶۱۰ متر است. این فرودگاه در کشور ایالات متحده آمریکا قرار دارد و در ارتفاع ۱۲۴٫۷ متری از سطح دریا واقع شده‌است.